# Ulrike Malmendier
Ulrike Malmendier (* August 1973 in Köln) ist eine deutsche Ökonomin, Politikberaterin und Professorin für Finanzmarktökonomik an der Haas School of Business der University of California, Berkeley. Die deutsche Bundesregierung berief sie im August 2022 in den Sachverständigenrat zur Begutachtung der gesamtwirtschaftlichen Entwicklung.
Malmendiers Forschungsschwerpunkt ist die Verhaltensökonomik – sie untersucht kognitive Verzerrungen im Kontext von Unternehmensführung und finanziellen Entscheidungen. Sie kommentiert regelmäßig politische Themen wie Wirtschafts- und Geldpolitik, künstliche Intelligenz und Migration.
Laut IDEAS/RePEc zählt sie zu den Top-Ökonomen weltweit.

## Leben
Von 1991 bis 1993 machte Ulrike Malmendier eine Ausbildung bei der Deutschen Bank. Sie studierte als Stipendiatin der Studienstiftung des deutschen Volkes Volkswirtschaftslehre und Jura. Nach einer juristischen Promotion an der Universität Bonn im Jahre 2000 promovierte sie 2002 ein zweites Mal an der Harvard Business School über Verhaltensökonomik in der Unternehmensfinanzierung und Kapitalmarktforschung. Ihr Betreuer in Harvard war Andrei Shleifer.
Von 2002 bis 2006 arbeitete sie als Assistenzprofessorin an der Stanford University. Seit 2005 unterrichtet sie in Berkeley, zunächst als Assistant Professor, seit 2008 als Associate Professor und danach auf einer Stiftungsprofessur. Ihr Hauptinteresse gilt der Verhaltensökonomie, Unternehmensfinanzierung und Vertragstheorie.
Malmendier ist Redakteurin des Fachjournals Journal of Economic Perspectives. In einem Zeitungsinterview 2013 verglich sie die Lage einer berufstätigen Frau in den USA mit der von berufstätigen Frauen in Deutschland. Sie argumentierte, dass es in den USA eine bessere Vereinbarkeit von Familie und Beruf gebe. So könnten mehr Frauen Karriere machen als in Deutschland.
Im August 2022 wurde sie von der Bundesregierung in den Sachverständigenrat zur Begutachtung der gesamtwirtschaftlichen Entwicklung berufen.
Im Oktober 2022 gehörte sie zu den Experten der Internationalen Konferenz zum Wiederaufbau der Ukraine. 2023 wurde ihr zur Würdigung ihrer wissenschaftlichen Leistungen die Ehrendoktorwürde der Universität Lüneburg verliehen.
Im April 2025 gehörte Malmendier zu einer Gruppe führender Wissenschaftler aus Deutschland, die ein Aufnahmeprogramm namens Meitner-Einstein-Programm für US-Forscher vorgeschlagen haben. Unter dem Motto „Hundert kluge Köpfe für Deutschland“ solle ein Anwerbeprogramm Spitzenpersonal anlocken und so den Wissenschaftsstandort und die Innovationskraft in Deutschland stärken. Das Programm ist benannt nach Lise Meitner und Albert Einstein, die in den 1930er Jahren selbst vor Repression fliehen mussten.
Ulrike Malmendier ist mit Stefano DellaVigna verheiratet und hat mit ihm drei Kinder (* 2008, 2010, 2012).

## Forschung
Malmendiers Forschung konzentriert sich auf Verhaltensökonomik, besonders im Kontext der Unternehmensführung und finanzieller Entscheidungen. Sie hat umfangreiche Untersuchungen zur Selbstüberschätzung von Geschäftsführern durchgeführt, bei denen sie herausfand, dass CEOs mit Selbstüberschätzung zu viel Geld in ihre Unternehmen investierten und häufiger als andere Manager destruktive Übernahmen durchführten.
Sie hat auch untersucht, wie kognitive Verzerrungen die finanzielle Entscheidungsfindung in anderen Kontexten beeinflussen. Sie stellte fest, dass Menschen, die die Weltwirtschaftskrise erlebt haben, ihr ganzes Leben lang sparsamer bleiben. Außerdem überschätzen Menschen systematisch, wie oft sie das Fitnessstudio besuchen werden. Des Weiteren stellte sie fest, dass Finanzanalysten zu optimistische Profitempfehlungen geben.
Malmendier hat auch die Herkunft von Aktiengesellschaften erforscht. Sie entdeckte dabei eine frühe Form der Aktiengesellschaft im antiken Rom namens societas publicanorum.

## Preise und Auszeichnungen (Auswahl)
- 2013: Fischer-Black-Preis[24]
- 2015: Friedrich Wilhelm Bessel-Forschungspreis[25]
- 2016: Mitglied der American Academy of Arts and Sciences[26]
- 2017: Guggenheim-Stipendium[27]
- 2019: Gustav-Stolper-Preis des Vereins für Socialpolitik[28]